# Esch-sur-Alzette
Esch-sur-Alzette (luksemburško Esch-Uelzecht, nemško Esch an der Alzette) je drugo največje mesto Velikega vojvodstva Luksemburg, sedež istoimenskega kantona in komune.
Leži na jugozahodu države tik meje s Francijo, ob reki Alzette. Je največje mesto Terres Rouges (»Rdeče zemlje«), regije, kjer je zaradi obilja železove rude močno razvita jeklarska industrija. Od mesta Luksemburg je oddaljeno okoli 15 kilometrov.
Mesto je skupaj s Kaunasom in Novim Sadom nosilo naziv evropske prestolnice kulture 2022.